# Eric Swinkels
Eric Swinkels (n. 30 martie 1949, Best, Brabantul de Nord, Țările de Jos) este un trăgător de tir ce a reprezentat Regatul Țărilor de Jos, medaliat olimpic. A participat la 6 ediții ale Jocurilor Olimpice (1972, 1976, 1984, 1988, 1992, 1996) în care a câștigat o medalie de argint.